# Vrtěšice
Vrtěšice (německy Wirteschitz) je malá vesnice, část města Golčův Jeníkov v okrese Havlíčkův Brod v Kraji Vysočina. Nachází se asi 2 km východně od Golčova Jeníkova. V roce 2009 zde bylo evidováno 19 adres. V roce 2001 zde žilo 21 obyvatel. V údolí při východním okraji osady protéká potok Váhanka, který je levostranným přítokem říčky Hostačovky.
Stejnojmenné katastrální území má rozlohu 1,29 km2. Nedaleko vesnice se rozkládá zřícenina hradu Červenice, ze kterého se do současnosti dochovalo pouze hradní tvrziště.

## Galerie

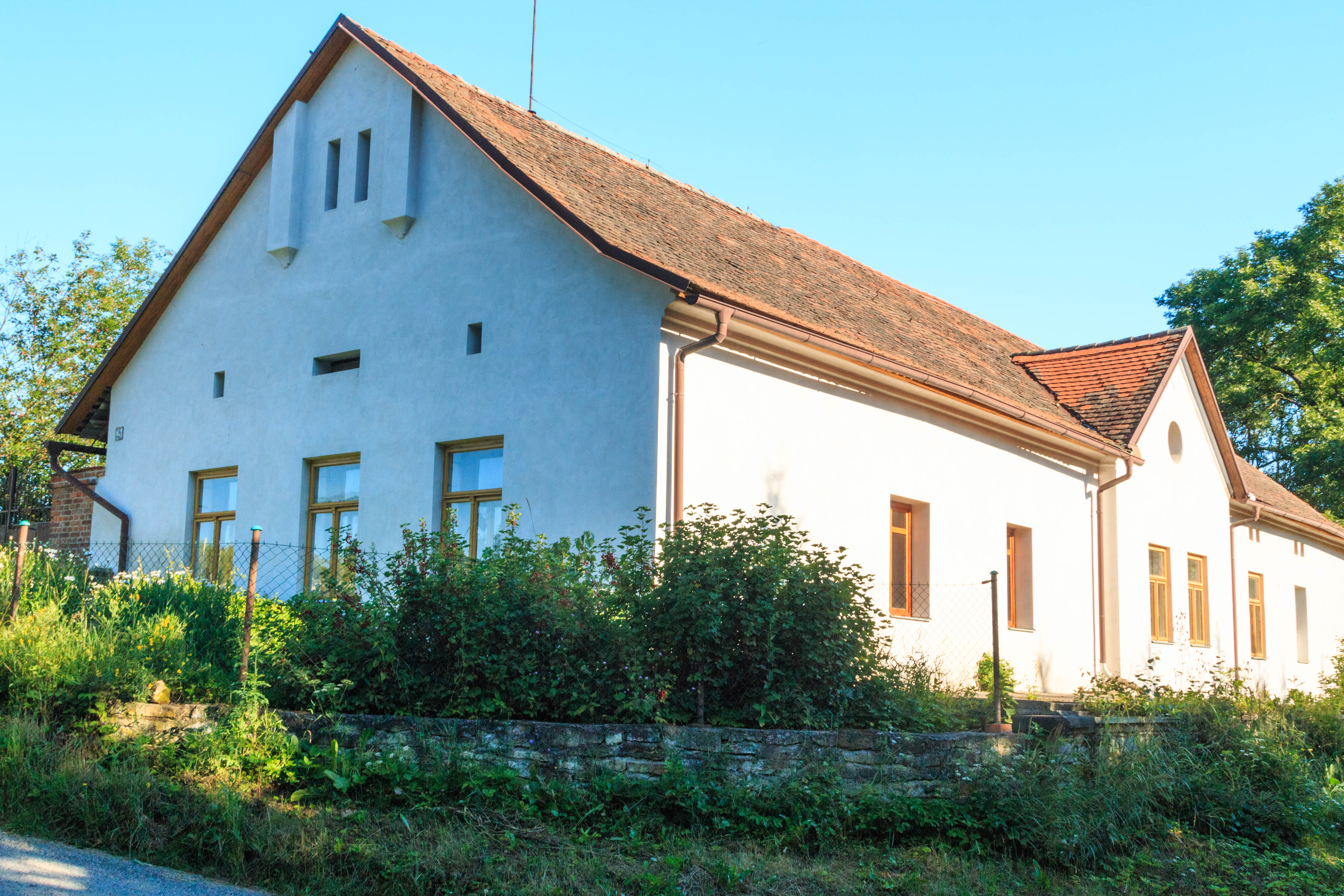
Vrtěšice č. 5. Bývalá Fantova hospoda
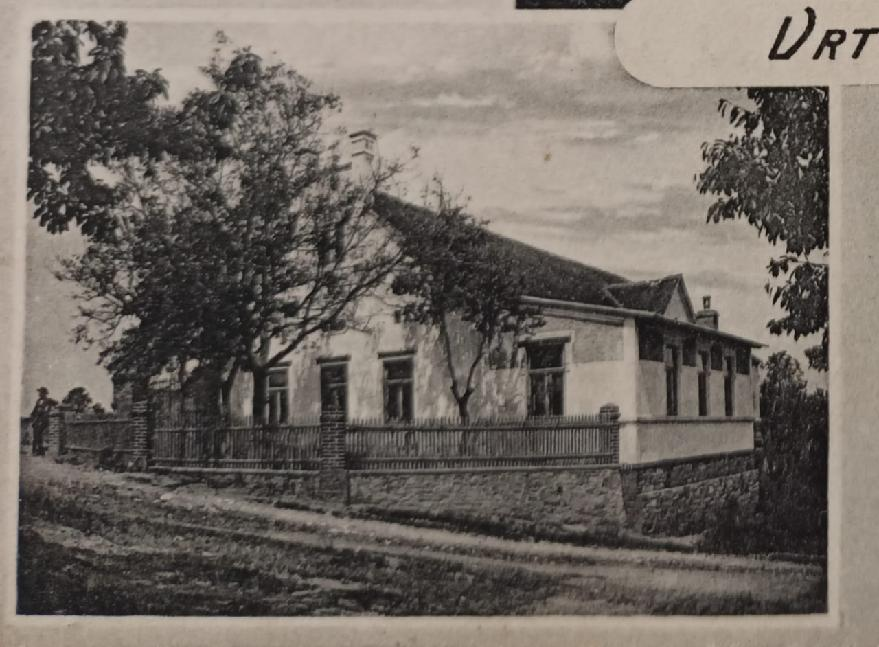
Vrtěšice č.5. Stará pohlednice.
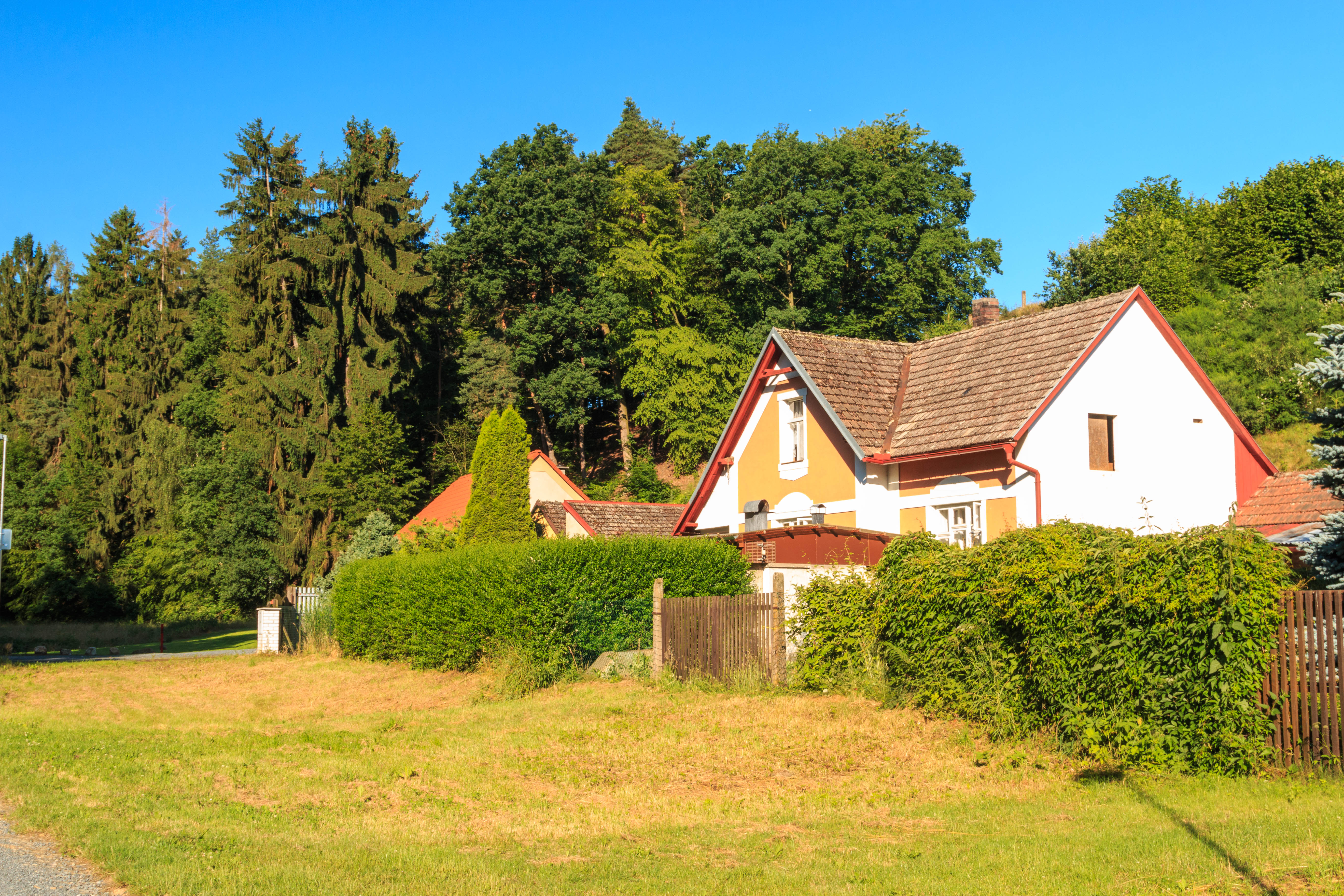
Vrtěšice čp. 21
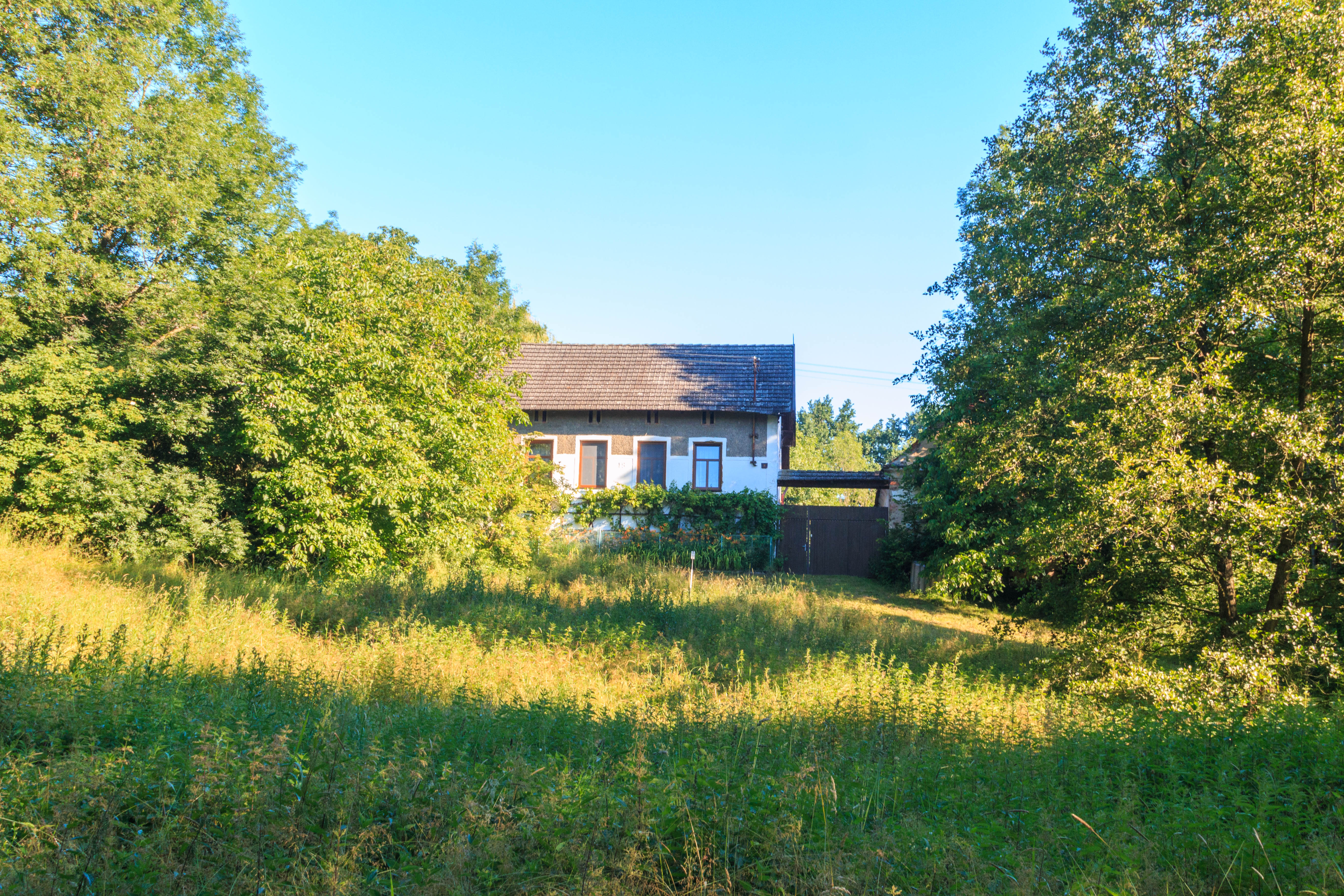
Vrtěšice č. 6
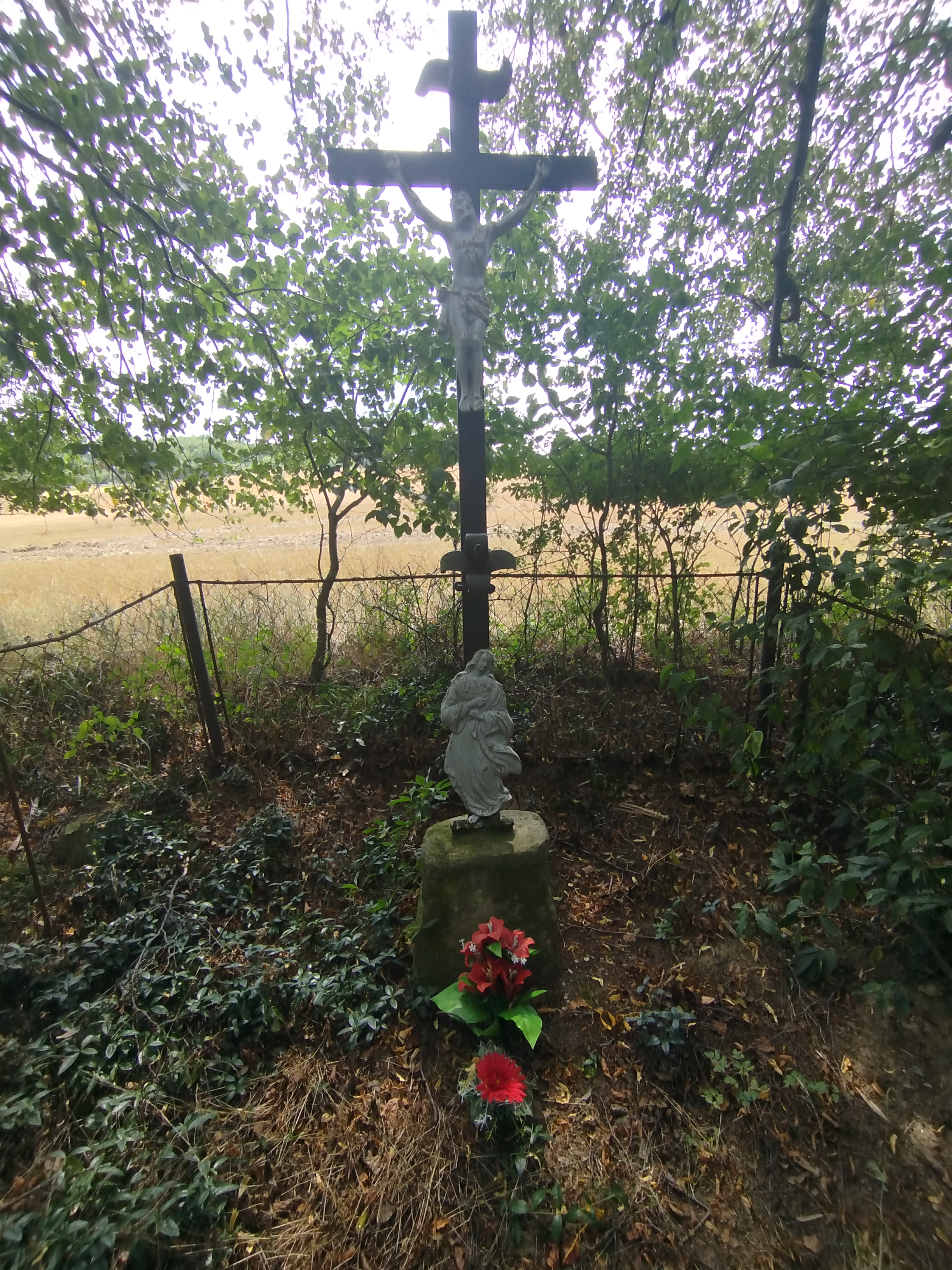
Křížek nedaleko bývalé Fantovy hospody č.5.